# André Vanderstappen
André Vanderstappen (ur. 27 marca 1934 – zm. 14 czerwca 2005) – belgijski piłkarz grający na pozycji bramkarza. Był reprezentantem Belgii.

## Kariera klubowa
Swoją karierę piłkarską Vanderstappen rozpoczął w klubie Olympic Charleroi, w którym zadebiutował w sezonie 1953/1954 w pierwszej lidze belgijskiej i grał w nim do 1960 roku. W 1960 roku odszedł do Royale Union Saint-Gilloise i grał w nim do końca swojej kariery, czyli do 1965 roku.

## Kariera reprezentacyjna
W reprezentacji Belgii Vanderstappen zadebiutował 28 kwietnia 1957 w zremisowanym 1:1 towarzyskim meczu z Holandią, rozegranym w Amsterdamie. Od 1957 do 1959 rozegrał w kadrze narodowej 10 meczów.